# UTC+9:30
UTC+9:30 er en tidszone som er 9 timer og 30 minutter foran standardtiden UTC.
UTC+9:30 bruges året rundt:
- Dele af Australien (territoriet Northern Territory)

UTC+9:30 bruges som standardtid af:
- Dele af Australien (delstaten South Australia, samt byen Broken Hill i delstaten New South Wales). Områderne bruger UTC+10:30 som sommertid.